# Raye
Raye (zapis stylizowany: RAYE), właśc. Rachel Agatha Keen (ur. 24 października 1997 w Londynie) – angielska piosenkarka i autorka tekstów pochodzenia ghańsko-szwajcarskiego. 3 lutego 2023 roku wypuściła swój debiutancki album "My 21st Century Blues".

## Dyskografia

### Albumy
| Tytuł                 | Dane dot. albumu                                                                               | Najwyższa pozycja na liście |
| Tytuł                 | Dane dot. albumu                                                                               | UK Down.                    |
| --------------------- | ---------------------------------------------------------------------------------------------- | --------------------------- |
| Euphoric Sad Songs    | - Data: 20 listopada 2020 - Wytwórnia: Polydor - Format: CD, digital download, streaming       | 86                          |
| My 21st Century Blues | Data: 3 lutego 2023 Wytwórnia: Human Re Sources Format: CD, digital download, streaming, vinyl | 2                           |

### Minialbumy
| Tytuł                          | Dane dot. albumu                                                                            |
| ------------------------------ | ------------------------------------------------------------------------------------------- |
| Welcome to the Winter          | - Data: 11 grudnia 2014 - Wytwórnia: wydanie niezależne - Format: digital download          |
| Second                         | - Data: 11 sierpnia 2016 - Wytwórnia: Polydor Records - Format: Digital download, streaming |
| Side Tape                      | - Data: 4 maja 2018 - Wytwórnia: Polydor - Format: Digital download, streaming              |
| Deezer Sessions                | - Data: 21 kwietnia 2020 - Wytwórnia: Polydor - Format: Streaming                           |
| Apple Music Home Session: Raye | - Data: 23 lipca 2021 - Wytwórnia: Polydor - Format: Digital download, streaming            |

### Single

#### Jako główna artystka
| Tytuł                                                     | Rok  | Najwyższe pozycje na listach | Najwyższe pozycje na listach | Najwyższe pozycje na listach | Najwyższe pozycje na listach | Najwyższe pozycje na listach | Najwyższe pozycje na listach | Najwyższe pozycje na listach | Najwyższe pozycje na listach | Najwyższe pozycje na listach | Najwyższe pozycje na listach | Najwyższe pozycje na listach | Certyfikaty                                                                            | Album                 |
| Tytuł                                                     | Rok  | UK                           | AUS                          | BEL (FL)                     | DEN                          | FRA                          | GER                          | IRE                          | NZ Hot                       | POL                          | SCO                          | US Dance                     | Certyfikaty                                                                            | Album                 |
| --------------------------------------------------------- | ---- | ---------------------------- | ---------------------------- | ---------------------------- | ---------------------------- | ---------------------------- | ---------------------------- | ---------------------------- | ---------------------------- | ---------------------------- | ---------------------------- | ---------------------------- | -------------------------------------------------------------------------------------- | --------------------- |
| „I, U, Us”                                                | 2016 | –                            | –                            | –                            | –                            | –                            | –                            | –                            | –                            | –                            | –                            | –                            |                                                                                        | Second                |
| „The Line”                                                | 2017 | 65                           | –                            | –                            | –                            | –                            | –                            | –                            | –                            | –                            | 50                           | –                            |                                                                                        | —                     |
| „Decline” (oraz Mr Eazi)                                  | 2017 | 15                           | –                            | –                            | –                            | –                            | –                            | 28                           | –                            | –                            | 38                           | –                            | - UK: platynowa płyta                                                                  | Side Tape             |
| „Check” (oraz Kojo Funds)                                 | 2018 | 26                           | –                            | –                            | –                            | –                            | –                            | –                            | –                            | –                            | –                            | –                            | - UK: złota płyta                                                                      | Golden Boy            |
| „Cigarette” (oraz Mabel i Stefflon Don)                   | 2018 | 41                           | –                            | –                            | –                            | –                            | –                            | 74                           | –                            | –                            | –                            | –                            | - UK: srebrna płyta                                                                    | Side Tape             |
| „Friends”                                                 | 2018 | 66                           | –                            | –                            | –                            | –                            | –                            | 67                           | –                            | –                            | –                            | –                            |                                                                                        | —                     |
| „Love Me Again” (solo lub z Jess Glynne)                  | 2019 | 55                           | –                            | –                            | –                            | –                            | –                            | 34                           | –                            | –                            | 38                           | –                            | - UK: srebrna płyta                                                                    | Euphoric Sad Songs    |
| „Make It to Heaven” (oraz David Guetta, Morten)           | 2019 | –                            | –                            | –                            | –                            | –                            | –                            | –                            | –                            | –                            | –                            | 19                           |                                                                                        | —                     |
| „Please Don't Touch”                                      | 2019 | –                            | –                            | –                            | –                            | –                            | –                            | –                            | –                            | –                            | –                            | –                            |                                                                                        | Euphoric Sad Songs    |
| „All of My Love” (oraz Young Adz)                         | 2020 | –                            | –                            | –                            | –                            | –                            | –                            | –                            | –                            | –                            | –                            | –                            |                                                                                        | —                     |
| „Tequila” (oraz Jax Jones i Martin Solveig)               | 2020 | 21                           | –                            | –                            | –                            | –                            | –                            | 19                           | 32                           | –                            | 14                           | 39                           | - UK: srebrna płyta                                                                    | Europa                |
| „Secrets” (oraz Regard)                                   | 2020 | 6                            | 24                           | 17                           | 20                           | 71                           | 84                           | 7                            | 14                           | 3                            | 8                            | 8                            | - UK: platynowa płyta - AUS: platynowa płyta - BEL: złota płyta - POL: platynowa płyta | Euphoric Sad Songs    |
| „Natalie Don't”                                           | 2020 | –                            | –                            | –                            | –                            | –                            | –                            | –                            | –                            | –                            | 35                           | –                            |                                                                                        | Euphoric Sad Songs    |
| „Love Of Your Life”                                       | 2020 | –                            | –                            | –                            | –                            | –                            | –                            | –                            | –                            | –                            | –                            | –                            |                                                                                        | Euphoric Sad Songs    |
| „Regardless” (oraz Rudimental)                            | 2020 | 40                           | –                            | –                            | –                            | –                            | –                            | 98                           | –                            | 19                           | –                            | –                            | - POL: złota płyta                                                                     | Euphoric Sad Songs    |
| „Bed” (oraz Joel Corry, David Guetta)                     | 2021 |                              |                              |                              |                              |                              |                              |                              |                              |                              |                              |                              | - POL: platynowa płyta                                                                 |                       |
| "The Thrill Is Gone"                                      | 2022 |                              |                              |                              |                              |                              |                              |                              |                              |                              |                              |                              |                                                                                        | My 21st Century Blues |
| "Ice Cream Man"                                           | 2023 | 69                           |                              |                              |                              |                              |                              |                              |                              |                              |                              |                              |                                                                                        | My 21st Century Blues |
| "Flip a Switch" (wraz z Coi Leray)                        | 2023 | 35                           |                              |                              |                              |                              |                              | 36                           |                              |                              |                              |                              |                                                                                        | My 21st Century Blues |
| „–” oznacza, że singiel nie był notowany na danej liście. |      |                              |                              |                              |                              |                              |                              |                              |                              |                              |                              |                              |                                                                                        |                       |

#### Jako artystka gościnna
| Tytuł                                                          | Rok  | Najwyższe pozycje na listach | Najwyższe pozycje na listach | Najwyższe pozycje na listach | Najwyższe pozycje na listach | Najwyższe pozycje na listach | Najwyższe pozycje na listach | Najwyższe pozycje na listach | Najwyższe pozycje na listach | Najwyższe pozycje na listach | Najwyższe pozycje na listach | Certyfikaty | Album                |
| Tytuł                                                          | Rok  | UK                           | AUS                          | BEL (FL)                     | FRA                          | GER                          | IRE                          | NZ                           | POL                          | SCO                          | US Dance                     | Certyfikaty | Album                |
| -------------------------------------------------------------- | ---- | ---------------------------- | ---------------------------- | ---------------------------- | ---------------------------- | ---------------------------- | ---------------------------- | ---------------------------- | ---------------------------- | ---------------------------- | ---------------------------- | --- | -------------------- |
| „By Your Side” (Jonas Blue gościnnie: Raye)                    | 2016 | 15                           | 33                           | 45                           | 110                          | 45                           | 13                           | –                            | 3                            | 4                            | 17                           | - UK: platynowa płyta | Blue                 |
| „You Don’t Know Me” (Jax Jones gościnnie: Raye)                | 2016 | 3                            | 12                           | 2                            | 2                            | 3                            | 3                            | 35                           | 12                           | 3                            | 13                           | - UK: 2× platynowa płyta - AUS: 2× platynowa płyta - BEL: 2× platynowa płyta - FRA: diamentowa płyta - GER: 3× złota płyta - USA: złota płyta - POL: 2× platynowa płyta | Snacks               |
| „Bridge over Troubled Water” (jako grupa Artists for Grenfell) | 2017 | 1                            | 53                           | –                            | 111                          | –                            | 25                           | –                            | –                            | 1                            | –                            | - UK: złota płyta | —                    |
| „Tied Up” (Major Lazer gościnnie: Mr Eazi, Raye)               | 2018 | –                            | –                            | –                            | –                            | –                            | –                            | –                            | –                            | –                            | 30                           | | Africa Is the Future |
| „Tipsy” (Odunsi (The Engine) gościnnie: Raye)                  | 2019 | –                            | –                            | –                            | –                            | –                            | –                            | –                            | –                            | –                            | –                            | | —                    |
| „Stay (Don’t Go Away)” (David Guetta gościnnie: Raye)          | 2019 | 41                           | –                            | –                            | 155                          | –                            | 42                           | –                            | 10                           | 46                           | 18                           | - UK: srebrna płyta | —                    |
| „Thank You” (Pvris gościnnie: Raye)                            | 2020 | –                            | –                            | –                            | –                            | –                            | –                            | –                            | –                            | –                            | –                            | | Use Me               |
| "Go Girl" (Miraa May wraz z Raye)                              | 2021 | -                            | -                            | -                            | -                            | -                            | -                            | -                            | -                            | -                            | -                            | | -                    |
| "You Can’t Chane Me"                                           | 2022 | -                            | -                            | -                            | -                            | -                            | -                            | -                            | -                            | -                            | 39                           | | Episode 2            |
| "Born Again" (Lisa gościnnie: Raye i Doja Cat)                 | 2025 | -                            | -                            | -                            | -                            | -                            | -                            | -                            | -                            | -                            | -                            | | Alter Ego            |
| „–” oznacza, że singiel nie był notowany na danej liście.      |      |                              |                              |                              |                              |                              |                              |                              |                              |                              |                              | |                      |

#### Single promocyjne
| Tytuł                                         | Rok  | Album                 |
| --------------------------------------------- | ---- | --------------------- |
| "Bet U Wish"                                  | 2014 | Welcome to the Winter |
| „Flowers”                                     | 2015 | —                     |
| „Alien” (gościnnie: Avelino)                  | 2015 | —                     |
| „Distraction”                                 | 2016 | Second                |
| „Ambition” (gościnnie: Stormzy)               | 2016 | Second                |
| „Sober (Stripped)”                            | 2017 | —                     |
| „Confidence” (oraz Maleek Berry, Nana Rogues) | 2018 | Side Tape             |
| "Please Don't Touch"                          | 2019 | Euphoric Sad Songs    |
| "All of My Love" (wraz z Young Adz)           | 2020 | -                     |

### Inne notowane utwory
| Tytuł                                                   | Rok  | Najwyższe pozycje na listach | Najwyższe pozycje na listach | Najwyższe pozycje na listach | Album        |
| Tytuł                                                   | Rok  | BEL (FL)                     | NZ Hot                       | US Dance                     | Album        |
| ------------------------------------------------------- | ---- | ---------------------------- | ---------------------------- | ---------------------------- | ------------ |
| „Crew” (oraz Kojo Funds, Ray BLK)                       | 2018 | –                            | –                            | –                            | Side Tape    |
| „Breaking News” (Louis the Child gościnnie: Raye)       | 2018 | –                            | 31                           | 45                           | Kids At Play |
| „–” oznacza, że utwór nie był notowany na danej liście. |      |                              |                              |                              |              |

## Trasy koncertowe
- Raye Live (2018)

Jako support
- Years & Years – Communion Tour (2015)
- Jess Glynne – Take Me Home Tour (2016)
- Rita Ora – The Girls Tour (2018)
- Halsey – Hopeless Fountain Kingdom World Tour (2018)
- Khalid – Free Spirit World Tour (2019)
- SZA – SOS Tour (2023)[38]